# Spaced
Spaced är en brittisk komediserie från 1999–2001 som sänds[när?] i TV4 Komedi.
Serien innehåller många kulturella referenser till andra tv-program, spel och tecknade serier.